# 森田悌
森田 悌（もりた てい、1941年（昭和16年）4月12日 - ）は、日本の歴史学者。日本古代史専攻。学位は、文学博士。金沢大学教授・群馬大学教授を経て、群馬大学名誉教授。商法学者の森田果の父。

## 経歴
1965年（昭和40年）、東京大学文学部国史学科を卒業。1967年（昭和42年）、同法学部公法課程卒業。1971年（昭和46年）金沢大学助教授、教授を経て、1995年（平成7年）群馬大学教育学部教授。
2008年（平成20年）定年退任、名誉教授。
上代から平安朝を研究著述し、『日本後紀』、『続日本後紀』を初めて現代語訳した。

## 著書
- 『日本古代官司制度史研究序説』（現代創造社 1967年）
- 『平安初期国家の研究』（現代創造社 1970年 - 1972年）
- 『受領』（教育社歴史新書 1978年7月）
- 『平安時代政治史研究』（吉川弘文館 1978年12月）
- 『王朝政治』（教育社歴史新書 1979年7月／講談社学術文庫 2004年）
- 『王朝国家』（吉川弘文館 1980年11月 (研究史)）
- 『解体期律令政治社会史の研究』（国書刊行会 1982年3月）
- 『日本古代の耕地と農民』（第一書房 1986年4月）
- 『日本古代律令法史の研究』（文献出版 1986年9月）
- 『古代の武蔵 稲荷山古墳の時代とその後』（吉川弘文館 1988年5月）
- 『日本古代の政治と地方』（高科書店 1988年6月）
- 『古代国家と万葉集』（新人物往来社 1991年9月）
- 『古代東国と大和政権』（新人物往来社 1992年10月）
- 『長屋王の謎 北宮木簡は語る』（河出書房新社 1994年4月）
- 『日本古代交通社会史考 私家版』（1994年7月）
- 『日本古代の政治と宗教』（雄山閣出版 1997年8月）
- 『邪馬台国とヤマト政権』（東京堂出版 1998年5月 (教養の日本史)）
- 『天皇号と須弥山』（高科書店 1999年7月）
- 『日本古代の駅伝と交通』（岩田書院 2000年2月 (古代史研究叢書)）
- 『推古朝と聖徳太子』（岩田書院 2005年9月）
- 『王朝政治と在地社会』（吉川弘文館 2005年12月）
- 『天智天皇と大化改新』（同成社 2009年2月）

## 共編著・校訂
- 『論争日本古代史』 （山中裕共編 河出書房新社 1991年1月）
- 『天皇の祭り村の祭り』（新人物往来社 1994年4月）
- 『渡来人と仏教信仰 武蔵国寺内廃寺をめぐって』（柳田敏司共編 雄山閣出版 1994年6月）
- 『田の神まつりの歴史と民俗』（金田久璋共著 吉川弘文館 1996年3月）
- 『日本後紀 訳注日本史料』（黒板伸夫共編訳、集英社 2003年）
  - 改訂『日本後紀』（講談社学術文庫 上中下 2006年 - 2007年） 全現代語訳
- 『続日本後紀』（講談社学術文庫 上下 2010年） 全現代語訳